# Confederación Sudamericana de Voleibol
De Confederación Sudamericana de Voleibol (CSV; Portugees: Confederação Sul-americana de Voleibol) is de Zuid-Amerikaanse volleybalbond. De sportbond is in 1946 opgericht en zetelt in Rio de Janeiro. De CSV is aangesloten bij de wereldvolleybalbond (FIVB) en heeft zelf twaalf leden. De bond organiseert onder andere de Zuid-Amerikaanse kampioenschappen voor zowel landen als clubs en is daarnaast met de NORCECA verantwoordelijk voor de Pan-Amerikaans kampioenschappen volleybal. De huidige voorzitter is Rafael Lloreda Currea uit Colombia.

## Leden
| Land         | Bond                                |
| ------------ | ----------------------------------- |
| Argentinië   | Federación del Voleibol Argentino   |
| Bolivia      | Federación Boliviana de Voleibol    |
| Brazilië     | Confederação Brasileira de Voleibol |
| Chili        | Federación de Voleibol de Chile     |
| Colombia     | Federación Colombiana de Voleibol   |
| Ecuador      | Federación Ecuatoriana de Voleibol  |
| Frans-Guyana | Ligue de Guyane de Volley-Ball      |
| Guyana       | Guyana Volleyball Federation        |
| Paraguay     | Federación Paraguaya de Voleibol    |
| Peru         | Federación Peruana de Voleibol      |
| Uruguay      | Federación Uruguaya de Voleibol     |
| Venezuela    | Federación Venezolana de Voleibol   |

## Competities

### Geheel georganiseerd door de CSV
Mannen
- Zuid-Amerikaans kampioenschap volleybal (mannen)
- Zuid-Amerikaans kampioenschap volleybal voor clubs (mannen)
- Zuid-Amerikaans kampioenschap volleybal onder 23 (mannen)
- Zuid-Amerikaans kampioenschap volleybal onder 21 (mannen)
- Zuid-Amerikaans kampioenschap volleybal onder 19 (mannen)
- Zuid-Amerikaans kampioenschap volleybal onder 17 (mannen)

Vrouwen
- Zuid-Amerikaans kampioenschap volleybal (vrouwen)
- Zuid-Amerikaans kampioenschap volleybal voor clubs (vrouwen)
- Zuid-Amerikaans kampioenschap volleybal onder 22 (vrouwen)
- Zuid-Amerikaans kampioenschap volleybal onder 20 (vrouwen)
- Zuid-Amerikaans kampioenschap volleybal onder 18 (vrouwen)
- Zuid-Amerikaans kampioenschap volleybal onder 16 (vrouwen)

### Georganiseerd samen met de NORCECA
Mannen
- Pan-Amerikaans kampioenschap volleybal (mannen)
- Pan-Amerikaans kampioenschap volleybal onder 23 (mannen)
- Pan-Amerikaans kampioenschap volleybal onder 21 (mannen)
- Pan-Amerikaans kampioenschap volleybal onder 19 (mannen)

Vrouwen
- Pan-Amerikaans kampioenschap volleybal (vrouwen)
- Pan-Amerikaans kampioenschap volleybal onder 23 (vrouwen)
- Pan-Amerikaans kampioenschap volleybal onder 21 (vrouwen)
- Pan-Amerikaans kampioenschap volleybal onder 19 (vrouwen)

### Beachvolleybal
- Zuid-Amerikaans beachvolleybalcircuit